# ناغي ياناغي
ناغي ياناغي هو مغني وكاتب أغاني ياباني ولد في 31 مايو 1987.

## وصلات خارجية
- ناغي ياناغي على موقع IMDb (الإنجليزية)
- ناغي ياناغي على موقع ميوزك برينز (الإنجليزية)
- ناغي ياناغي على موقع ميوزك برينز (الإنجليزية)
- ناغي ياناغي على موقع أول ميوزيك (الإنجليزية)
- ناغي ياناغي على موقع ديسكوغز (الإنجليزية)
- ناغي ياناغي على موقع قاعدة بيانات الفيلم (الإنجليزية)
- ناغي ياناغي على موقع ANN person (الإنجليزية)